# Rue David-Bowie
Rue David-Bowie är en gata i Paris trettonde arrondissement, invigd 2024. Den ligger vid tunnelbanans linje 5 och linje 10 vid stationen Gare d'Austerlitz. Gatan har uppkallats efter David Bowie och planeras på sikt sträckas fram till Boulevard de l'Hôpital.